# Lista de filmes com temática LGBT de 1994
Esta é uma lista de filmes que contém personagens e/ou temática lésbica, gay, bissexual, ou transgênera lançados em 1994.
| Título                                                                                      | Diretor                                                     | País                                 | Gênero                                | Elenco | Anotações |
| ------------------------------------------------------------------------------------------- | ----------------------------------------------------------- | ------------------------------------ | ------------------------------------- | --- | --- |
| 21st Century Nuns                                                                           | Tom Stephan                                                 | Reino Unido                          | Curta, Documentário                   | Derek Jarman | Sobre uma ordem de freiras que são homens gays |
| Action Vérité                                                                               | François Ozon                                               | França                               | Curta                                 | Farida Rahmatoullah, Aylin Argun, Fabien Billet, Adrien Pastor                                                            | Um grupo de adolescentes fazem um jogo de verdade ou consequência |
| The Adventures of Priscilla, Queen of the Desert                                            | Stephan Elliott                                             | Austrália                            | Comédia, Drama, Musical               | Terence Stamp, Daniel Kellie, Hugo Weaving, Guy Pearce, Leighton Picken, Bill Hunter, Sarah Chadwick                      | |
| Affären                                                                                     | Jacques Breuer                                              | Alemanha                             | Comédia                               | Sophie von Kessel, Daniela Amavia, Gedeon Burkhard, Birge Schade, Wilfried Hochholdinger, Thomas Kretschmann              | Um casal começa a visitar uma terapeuta, mas as coisas se complicam quando a esposa se apaixona por ela                                                                |
| Age of Dissent                                                                              | William Parry                                               | Reino Unido                          | Documentário                          | Will Parry, Hugo Greenhalgh, Roger Goode                                                                                  | Mostra a campanha para abaixar a idade de consentimento para relações homossexuais de 21 para 16 anos                                                                  |
| Aiqing Wansui                                                                               | Tsai Ming-liang                                             | Taiwan                               | Drama                                 | Lee Kang-Sheng, Yang Kuei-Mei, Chen Chao-jung, Lu Yi-Ching                                                                | Também conhecido como Vive L'amour Três jovens usam o mesmo apartmento pra encontros sexuais                                                                           |
| Alegre ma non troppo                                                                        | Fernando Colomo                                             | Espanha                              | Comédia, Drama                        | Penélope Cruz, Óscar Ladoire, Rosa María Sardà, Jordi Mollà, Pere Ponce                                                   | Um jovem músico quer encontrar um namorado e ser valorizado por sua mãe                                                                                                |
| All You Can Eat                                                                             | Michael Brynntrup                                           | Alemanha                             | Curta                                 | | Usa clipes de pornôs do anos 70 para questionar a que ponto as imagens são consideradas pornográficas                                                                  |
| Les Amoureux                                                                                | Catherine Corsini                                           | França                               | Drama                                 | Nathalie Richard, Pascal Cervo, Olaf Lubaszenko, Xavier Beauvois, Jean-Paul Dermont, Clovis Cornillac                     | trad. Os Apaixonados Em uma pequena cidade francesa, um adolescente de 15 anos descobre sua homossexualidade                                                           |
| Anata-ga suki desu, dai suki desu                                                           | Hiroyuki Oki                                                | Japão                                | Drama                                 | Chano, Hisanori Kitakaze, Naoya Matsumae, Kazufumi Nishimoto, Hiroyuki Oki, Kazunori Shibuya                              | trad. Eu Gosto de Você, Eu Gosto Muito de Você Um "filme rosa" que mostra a vida gay no Japão                                                                          |
| Apart From Hugh                                                                             | Jon Fitzgerald                                              | EUA                                  | Drama                                 | David Merwin, Steve Arnold, Jennifer Reed                                                                                 | Para comemorar um ano de namoro um homem planeja uma festa, sem saber que seu namorado está tendo dúvidas sobre o relacionamento                                       |
| Bad Boys Ball                                                                               | Sarah Swords                                                | Reino Unido                          | Documentário                          | Jeff Hammond, Tom Katt, Barry Laden, Kris Lord, Rev Sutton                                                                | Segue uma performance de 4 gays americanos em Londres na discoteca The Fridge                                                                                          |
| Bar Girls                                                                                   | Marita Giovanni                                             | EUA                                  | Drama                                 | Nancy Allison Wolfe, Liza D'Agostino, Camila Griggs, Michael Harris, Justine Slater, Lisa Parker, Pam Raines              | trad. Clube de Garotas Segue as vidas das mulheres que frequentam um bar lésbico chamado Girl Bar                                                                      |
| B.D. Women                                                                                  | Campbell Ex                                                 | Reino Unido                          | Curta, Romance                        | | Uma história de amor entre duas mulheres em 1920, intercalada com entrevistas com lésbicas negras modernas                                                             |
| Belle al Bar                                                                                | Alessandro Benvenuti                                        | Itália                               | Comédia                               | Alessandro Benvenuti, Eva Robin's                                                                                         | trad. Um Estranho Desejo Com seu casamento em crise, um homem desmaia na rua e é resgatado por sua prima trans                                                         |
| Der bewegte Mann                                                                            | Sönke Wortmann                                              | Alemanha                             | Comédia                               | Til Schweiger, Katja Riemann, Joachim Król, Rufus Beck, Armin Rohde, Martina Gedeck, Kai Wiesinger                        | trad. O Homem Mais Desejado do Mundo Baseado nos quadrinhos homônimos e Pretty Baby de Ralf König                                                                      |
| Black Is … Black Ain’t                                                                      | Marlon Riggs                                                | EUA                                  | Documentário                          | Marlon Riggs, bell hooks, Cornel West, Angela Davis, Essex Hemphill, B. Smith                                             | Sobre a experiência de vida negra nos EUA |
| Bonsoir                                                                                     | Jean-Pierre Mocky                                           | França                               | Comédia                               | Michel Serrault, Claude Jade, Marie-Christine Barrault, Jean-Claude Dreyfus, Corinne Le Poulain                           | |
| Boulevard                                                                                   | Penelope Buitenhuis                                         | Canadá                               | Crime, Drama                          | Kari Wuhrer, Rae Dawn Chong, Lou Diamond Phillips, Lance Henriksen, Joel Bissonnette, Judith Scott                        | Uma prostituta acolhe uma moça fugindo de seu namorado abusivo |
| Boys Life: Three Stories of Love, Lust, and Liberation                                      | Robert Lee King, Raoul O'Connell, Brian Sloan               | EUA                                  | Drama                                 | James Andrews, Mary Beth Aylesworth, Mike Barbour, Steve Bilich, Wendy Brokaw                                             | trad. Meninos e Amores Compilado de três curtas, cada um centrado em um jovem descobrindo sua homossexualidade                                                         |
| Brincando el charco: Portrait of a Puerto Rican                                             | Frances Negrón Muntaner                                     | EUA, Porto Rico                      | Drama                                 | Frances Negrón Muntaner, Natalia Lazarus, Zulma González, Toni Cade Bambara                                               | [ 19 ] |
| Le buttane                                                                                  | Aurelio Grimaldi                                            | Itália                               | Drama                                 | Ida Di Benedetto, Guia Jelo, Lucia Sardo, Sandra Sindoni, Paola Pace, Alessandra Di Sanzo                                 | Segue as vidas de 7 prostitutas |
| Cancer in Two Voices                                                                        | Lucy Massie Phenix                                          | EUA                                  | Documentário, Romance                 | Sandra Butler, Barbara Rosenblum                                                                                          | Um casal lésbico que está junto à 8 anos tem seu relacionamento posto a prova quando uma delas é diagnosticada com câncer de mama                                      |
| Carmelita Tropicana: Your Kunst is Your Waffen                                              | Ela Troyano                                                 | EUA                                  | Curta, Comédia                        | Livia Daza-Paris, Anne Iobst, John Lanzillotto, Sophia Ramos, Alina Troyano                                               | Quatro mulheres são presas na mesma cela por uma tarde |
| Chicks in White Satin                                                                       | Elaine Holliman                                             | EUA                                  | Curta, Documentário                   | | Segue o casamento entre duas mulheres judias |
| Coconut/Cane & Cutlass                                                                      | Michelle Mohabeer                                           | Canadá                               | Curta                                 | Michelle Mohabeer | Uma reflexão sobre a ideia do exílio, através do olhar de uma imigrante lésbica indo-caribenha                                                                         |
| Color of Night                                                                              | Richard Rush                                                | EUA                                  | Suspense                              | Bruce Willis, Jane March, Ruben Blades, Lesley Ann Warren, Brad Dourif, Lance Henriksen                                   | |
| Coming Out Under Fire                                                                       | Arthur Dong                                                 | EUA                                  | Documentário                          | Salome Jens (narradora)                                                                                                   | Examina as atitudes das Forças Armadas dos Estados Unidos em relação à homossexualidade durante a Segunda Guerra Mundial                                               |
| Complaints of a Dutiful Daughter                                                            | Deborah Hoffmann                                            | EUA                                  | Curta, Documentário                   | Doris Hoffmann, Deborah Hoffmann                                                                                          | Segue o dia-a-dia da diretora e sua mãe que sofre de Alzheimer |
| The Crew                                                                                    | Carl Colpaert                                               | EUA                                  | Suspense, Drama                       | Viggo Mortensen, Donal Logue, Jeremy Sisto, Pamela Gidley, Laura del Sol, John Philbin, Sam Sorbo, Grace Zabriskie        | trad. Explosão em Alto-Mar |
| Dallas Doll                                                                                 | Ann Turner                                                  | Austrália, Reino Unido               | Comédia                               | Sandra Bernhard, Victoria Longley, Frank Gallacher, Jake Blundell, Rose Byrne, Robert Lee                                 | Uma adaptação do filme Teorema de 1968, onde uma instrutora de golfe seduz uma família inteira                                                                         |
| Death in Venice, Ca                                                                         | P. David Ebersole                                           | EUA                                  | Curta                                 | Robert Glen Keith, Shirley Knight, Nick Rafter, Shawm Brydon                                                              | Uma adaptação de Morte em Veneza |
| The Disco Years                                                                             | Robert Lee King                                             | EUA                                  | Curta                                 | Matt Nolan, Gwen Welles, Dennis Christopher, Russell Scott Lewis, Robin Stapler, Robb Willoughby                          | Um adolescente descobre sua homossexualidade nos anos 70 |
| Eclipse                                                                                     | Jeremy Podeswa                                              | Canadá                               | Drama, Romance                        | Von Flores, John Gilbert, Pascale Montpetit, Manuel Aranguiz, Maria del Mar, Greg Ellwand                                 | Mostra vários encontros sexuais em Toronto durante um eclipse total |
| Erotique                                                                                    | Lizzie Borden, Ana Maria Magalhães, Monika Treut, Clara Law | EUA, Brasil, Alemanha, Hong Kong     | Antologia                             | Kayla Allen, Priscilla Barnes, Hark-Kin Choi, Bryan Cranston, Guilherme Leme, Liane Curtis                                | Quatro diretoras examinam o conceito da sexualidade nesses 4 curtas |
| Fast Trip, Long Drop                                                                        | Gregg Bordowitz                                             | EUA                                  | Documentário                          | | Um filme autobiográfico sobre um ativista/cineasta de 29 anos descobrindo que é soropositivo                                                                           |
| Femme Fontaine: Killer Babe for the C.I.A.                                                  | Margot Hope                                                 | EUA                                  | Comédia, Ação                         | Margot Hope, James Hong, Catherine Dao, David "Shark" Fralick, Lynn Paxton, Kevin Fry, Ellis Moore                        | Uma assassina profissional tenta vingar a morte de seu mentor budista                                                                                                  |
| Le fils préféré                                                                             | Nicole Garcia                                               | França                               | Drama                                 | Bernard Giraudeau, Gérard Lanvin, Jean-Marc Barr, Roberto Herlitzka, Margherita Buy, Pierre Mondy, Karin Viard            | trad. O Filho Preferido |
| First Base                                                                                  | Megan Siler                                                 | EUA                                  | Curta                                 | | Um garota tem seu primeiro beijo |
| Forsaken                                                                                    | Frank Mosvold                                               | EUA                                  | Curta                                 | Jack Sydow, Chad Baker, David MacArthur, Don Handfield, Harold Cannon                                                     | Um jovem está dividido etre o amor e sua religião |
| Fresa y chocolate                                                                           | Tomás Gutiérrez Alea, Juan Carlos Tabío                     | Cuba, México, Espanha                | Drama, Comédia                        | Jorge Perugorría, Vladimir Cruz, Mirta Ibarra, Francisco Gattorno, Joel Angelino, Marilyn Solaya                          | Baseado no conto El Lobo, el bosque y el hombre de Senel Paz |
| Fresh Kill                                                                                  | Shu Lea Cheang                                              | EUA                                  | Drama, Terror, Comédia                | Sarita Choudhury, Erin McMurtry, Abe Lim, Jose Zuniga, Laurie Carlos, Will Kempe                                          | Um jovem casal de mães e sua filha de 5 anos se envolvem em uma luta contra uma corporação malígna                                                                     |
| A Friend of Dorothy                                                                         | Raoul O'Connell                                             | EUA                                  | Curta, Drama                          | Raoul O'Connell, Ann Russo, Kevin McClatchy, Greg Lauren, Steven Brinberg, Thomas Lennon                                  | Um jovem universitário se apaixona por seu colega de quarto temporário                                                                                                 |
| Fun                                                                                         | Rafal Zielinski                                             | Canadá                               | Romance, Suspense                     | Alicia Witt, Renée Humphrey, William R. Moses, Leslie Hope, Ania Suli                                                     | Duas garotas planejam matar uma idosa |
| Gam chi yuk yip (金枝玉葉)                                                                  | Peter Chan                                                  | Hong Kong                            | Comédia, Romance, Drama               | Leslie Cheung, Anita Yuen, Carina Lau, Eric Tsang, Jordan Chan, Jerry Lamb, Law Kar-Ying                                  | Para conhecer sua idolo, uma moça se disfarça de homem |
| Girls in Prison                                                                             | John McNaughton                                             | EUA                                  | Crime                                 | Melissa Lahlitah Crider, Anne Heche, Ione Skye, Nicolette Scorsese, Bahni Turpin                                          | Na Hollywood de 1952, uma aspirante a cantora é presa por um assassinato que não cometeu                                                                               |
| Glitterbug                                                                                  | Derek Jarman                                                | Reino Unido                          | Biográfico, Documentário              | William S. Burroughs, Derek Jarman, Tilda Swinton, Genesis P-Orridge, Michael Clark, Toyah Willcox, Adam Ant              | Uma colagem de cenas gravadas pelo diretor por mais de 20 anos |
| Go Fish                                                                                     | Rose Troche                                                 | EUA                                  | Romance, Drama                        | Guinevere Turner, V.S. Brodie, T. Wendy McMillan, Anastasia Sharp, Migdalia Melendez, Scout                               | |
| Heavenly Creatures                                                                          | Peter Jackson                                               | Nova Zelândia, Alemanha, Reino Unido | Crime, Drama                          | Melanie Lynskey, Kate Winslet, Sarah Peirse, Diana Kent, Clive Merrison, Simon O'Connor, Jed Brophy                       | Baseado na história real do assassinato Parker-Huma em Christchurch |
| Heavy Blow                                                                                  | Hoang A. Duong                                              | EUA                                  | Curta                                 | Nancy Bell, Jay Bontatibus, Dwight Ewell, Kerry Logan, Michael Scalisi, Rick Schatz                                       | Sobre os impulsos violentos da juventude, ataques homofóbicos, e a perda de controle                                                                                   |
| Hot Legs                                                                                    | Luiz DeBarros                                               | África do Sul                        | Curta                                 | David Dukas, Gerrie Barnard, Glen Fine, Leon Weed                                                                         | [ 45 ] |
| I Like It Like That                                                                         | Darnell Martin                                              | EUA                                  | Comédia, Romance, Drama               | Lauren Vélez, Jon Seda, Tomas Melly, Desiree Casado, Isaiah Garcia, Jesse Borrego, Lisa Vidal, Griffin Dunne, Rita Moreno | trad. Assim Te Quero Meu Amor Um tema importante do filme é a transmisoginia                                                                                           |
| J'ai pas sommeil                                                                            | Claire Denis                                                | França, Alemanha, Suíça              | Mistério, Drama, Romance              | Yekaterina Golubeva, Richard Courcet, Vincent Dupont, Laurent Grévill, Alex Descas, Irina Grjebina                        | trad. Noites Sem Dormir Dois homens se apaixonam enquanto um assassino em série aterroriza a cidade                                                                    |
| Joggernaught                                                                                | Doug Mobley                                                 | EUA                                  | Documentário                          | Doug Mobley, Drew Daniel, Steve Cosson, Kreemah Ritz                                                                      | Vídeo-diário que segue os pensamentos de um jovem confuso |
| Kare no inai hachigatsu ga (彼のいない八月が)                                               | Hirokazu Kore-eda                                           | Japão                                | Documentário                          | Hirata Yukata | Sobre o primeiro homem gay no Japão a revelar publicamente ser soropositivo                                                                                            |
| Keiner liebt mich                                                                           | Doris Dörrie                                                | Alemanha                             | Comédia, Drama                        | Maria Schrader, Pierre Sanoussi-Bliss, Michael von Au, Elisabeth Trissenaar, Joachim Król, Ingo Naujoks                   | Uma mulher conheçe uma drag queen vidente que diz que ela está prestes a conhecer o amor de sua vida                                                                   |
| Ladies Please!                                                                              | Andrew Saw                                                  | Austrália                            | Documentário                          | Cindy Pastel, Strykermeyer, Lady Bump, Hugo Weaving, Terence Stamp, Guy Pearce, Ruby Wax                                  | Sobre as drag queens que inspiraram o filme Priscilla, a Rainha do Deserto                                                                                             |
| The Last Seduction                                                                          | John Dahl                                                   | EUA                                  | Suspense                              | Linda Fiorentino, Peter Berg, Bill Pullman                                                                                | |
| The Last Supper                                                                             | Cynthia Roberts                                             | Canadá                               | Drama                                 | Daniel MacIvor, Ken McDougall, J.D. Nicholsen                                                                             | |
| The Last Time I Saw Ron                                                                     | Leslie Thornton                                             | EUA                                  | Curta                                 | | [ 52 ] |
| The Life and Times of Allen Ginsberg                                                        | Jerry Aronson                                               | EUA                                  | Documentário                          | Joan Baez, William F. Buckley, William S. Burroughs, Allen Ginsberg, Abbie Hoffman                                        | Sobre o fotógrafo e poeta da geração beat, Allen Ginsberg |
| Living Proof: HIV and The Pursuit of Happiness                                              | Kermit Cole                                                 | Canadá                               | Documentário                          | Don Adler | Entrevista pessoas vivendo com o vírus da AIDS |
| A Man of No Importance                                                                      | Suri Krishnamma                                             | Irlanda, Reino Unido                 | Drama, Comédia                        | Albert Finney, Brenda Fricker, Michael Gambon, David Kelly, Tara Fitzgerald, Rufus Sewell, Patrick Malahide               | Sobre um motorista homossexual não assumido vivendo em Dublin em 1963                                                                                                  |
| Martina: Farewell to a Champion                                                             | Clare Beavan                                                | Reino Unido                          | Documentário                          | Chris Evert, Martina Navratilova                                                                                          | Sobre a tenista Martina Navratilova |
| My Addiction                                                                                | Sky Gilbert                                                 | Canadá                               | Comédia                               | Caroline Gillis, Ellen-Ray Hennessy, Daniel MacIvor                                                                       | Um homem casado se apaixona por um prostituto |
| Nachuraru ûman (ナチュラルウーマン)                                                         | Hirohisa Sasaki                                             | Japão                                | Drama, Erótico                        | Hirotaro Honda, Ryo Ishibashi, Hihio Iwanaga, Hiroko Nakajima, Takamasa Nishijima, Tamaki Ogawa                           | [ 57 ] |
| Nadja                                                                                       | Michael Almereyda                                           | EUA                                  | Terror, Suspense                      | Elina Löwensohn, Peter Fonda, Martin Donovan, Galaxy Craze, Karl Geary, Jared Harris, Suzy Amis                           | Uma história vampirica pós-modernista |
| Ni Hong Guang Guan Gao Gao Gua Zhi: Nu Zi Gong Yu                                           | Andy Chin                                                   | Hong Kong                            | Romance                               | Max Mok Siu-Chung, Charlie Yeung, Chien-Lien Wu                                                                           | Um homem se apaixona pela irmã de seu falecido namorado |
| No Ordinary Love                                                                            | Doug Witkins                                                | EUA                                  | Comédia, Romance, Suspense            | Smith Forté, Ericka Klein, Robert Pecora, Koing Kuoch, Mark S. Larson                                                     | Um grupo de jovens sexualmente ambíguos vivem em um casarão em Hollywood Hills                                                                                         |
| Not Angels But Angels                                                                       | Wiktor Grodecki                                             | República Checa                      | Documentário                          | | O primeiro filme da trilogia de Grodecki sobre prostituição masculina                                                                                                  |
| Nunzio's Second Cousin                                                                      | Tom DeCerchio                                               | EUA                                  | Curta                                 | Vincent D'Onofrio, Miles Perlich, Eileen Brennan, David Fresco, Harry Waters Jr.                                          | Um policial gay defende seu namorado de um grupo de homofóbicos |
| Oblivion                                                                                    | Sam Irvin                                                   | EUA                                  | Ficção Científica, Aventura, Faroeste | Richard Joseph Paul, Jackie Swanson, Andrew Divoff, Meg Foster, Isaac Hayes, Julie Newmar, Carel Struycken                | [ 63 ] |
| Omelette                                                                                    | Rémi Lange                                                  | França                               | Comédia                               | Maurice Cora Arama, Emilie Cordelier, Gérard Courant, Olivier Drouaut, Christophe Frèrejacques                            | Um homem filma sua família e pensa em revelar sua homossexualidade |
| One Foot on a Banana Peel, the Other Foot in the Grave: Secrets from the Dolly Madison Room | Juan Botas, Lucas Platt                                     | EUA                                  | Documentário                          | Jonathan Demme, Juan Botas, Bernard Morisset, Daniel Chapman, Gene Fedorko                                                | Revela os pensamentos e sentimentos de homens gay soropositivos em uma clínica de Nova Iorque                                                                          |
| Only the Brave                                                                              | Ana Kokkinos                                                | Austrália                            | Romance, Drama                        | Elena Mandalis, Dora Kaskanis, Maude Davey, Helen Athanasiadis                                                            | Uma garota piromaníaca apaixonada por sua melhor amiga que quer fugir com ela                                                                                          |
| Open Fire                                                                                   | Paul Greengrass                                             | Reino Unido                          | Crime, Drama                          | Rupert Graves, Douglas Hodge, Kate Hardie, Eddie Izzard, Jim Carter, Gwyneth Powell                                       | [ 67 ] |
| Out: Stories of Lesbian and Gay Youth                                                       | David Adkin                                                 | Canadá                               | Documentário                          | Scott Thompson | Jovens de vivências diferentes falam sobre sua 'saída do armário' e como lidam com o preconceito da sociedade                                                          |
| Paradjanov: A Requiem                                                                       | Ron Holloway                                                | Alemanha, EUA                        | Documentário                          | Sergei Parajanov | Sobre a carreira do artista armênio Sergei Parajanov |
| Paul Bowles: The Complete Outsider                                                          | Catherine Warnow, Regina Weinrich                           | EUA, Marrocos                        | Documentário                          | Paul Bowles, Edouard Roditi, Allen Ginsberg, Christopher Sawyer-Laucanno, Ned Rorem                                       | Sobre a vida do escritor expatriado americano Paul Bowles |
| Pigalle                                                                                     | Karim Dridi                                                 | França                               | Crime, Drama, Musical                 | Véra Briole, Francis Renaud, Raymond Gil, Bobby Pacha, Blanca Li, Philippe Ambrosini                                      | [ 71 ] |
| Postcards from America                                                                      | Steve McLean                                                | EUA                                  | Biográfico, Drama                     | James Lyons, Michael Tighe, Olmo Tighe, Michael Imperioli, Michael Ringer, Maggie Low                                     | Sobe David Wojnarowicz, uma artista que fugiu de um lar abusivo e passou a se prustituir para sobreviver                                                               |
| Preen                                                                                       | Todd Verow                                                  | EUA                                  | Documentário                          | Jim Dwyer, Eric Sapp, Jason Rail, Issa Bowser, Jennifer M. Gentile                                                        | Filmado com uma câmera infantil, mostra um grupo de modelos, drag queens, músicos, e artistas de São Francisco                                                         |
| Prêt-à-Porter                                                                               | Robert Altman                                               | EUA                                  | Comédia, Drama                        | Marcello Mastroianni, Sophia Loren, Anouk Aimée                                                                           | Uma sátira do hedonismo, egocentrismo e futilidade existente no universo da moda                                                                                       |
| Priest                                                                                      | Antonia Bird                                                | Reino Unido                          | Drama                                 | Linus Roache, Tom Wilkinson, Robert Carlyle, Cathy Tyson, Christine Tremarco, Robert Pugh, Lesley Sharp                   | |
| Quam Mirabilis                                                                              | Alberto Rondalli                                            | Itália                               | Drama, Romance                        | Glada Balestrini, Valeria Bugatto, Rocio Cuadrelli, Elisabetta Faleni                                                     | Sobre a paixão entre duas freiras |
| Quand L'amour est Gai                                                                       | Laurent Gagliardi                                           | Canadá                               | Documentário                          | | Homens gays falam sobre sua sexualidade |
| Quatro Casamentos e Um Funeral                                                              | Mike Newell                                                 | Reino Unido                          | Comédia, Romance                      | Hugh Grant, Andie MacDowell, James Fleet, Simon Callow, John Hannah, Kristin Scott Thomas, David Bower                    | [ 76 ] |
| Reality Bites                                                                               | Ben Stiller                                                 | EUA                                  | Comédia, Drama                        | Winona Ryder, Ethan Hawke, Ben Stiller, Janeane Garofalo, Swoosie Kurtz, Joe Don Baker, John Mahoney                      | |
| Red Ribbons                                                                                 | Neil Ira Needleman                                          | EUA                                  | Drama                                 | Quentin Crisp, Robert Parker, Georgina Spelvin, Princess Sandlin, Victor Burgess                                          | Colegas, colaboradores, e antigas paixões de um dramaturgo recém falecido se reúnem para uma homenagem                                                                 |
| La Reina de la Noche                                                                        | Arturo Ripstein                                             | México                               | Biográfico, Drama                     | Patricia Reyes Spíndola, Alberto Estrella, Blanca Guerra, Ana Ofelia Murguia, Alex Cox, Arturo Alegro                     | Biografia ficcionalizada da cantora Lucha Reyes |
| Remembrance of Things Fast: True Stories Visual Lies                                        | John Maybury                                                | Reino Unido                          | Experimental                          | Rupert Everett, Tilda Swinton, Aiden Shaw, Julia Fodo                                                                     | [ 79 ] |
| Respect                                                                                     | Eric Oosthoek                                               | Países Baixos                        | Drama                                 | Antonie Kamerling, Willem Nijholt                                                                                         | Um jovem jornalista entrevista um famoso dramaturgo gay, a quem ele admira                                                                                             |
| Rocky e Hudson                                                                              | Otto Guerra                                                 | Brasil                               | Animação, Comédia                     | Marco Ribeiro, Garcia Júnior, Mauro Ramos, Sheila Dorfman                                                                 | |
| Roommates                                                                                   | Alan Metzger                                                | EUA                                  | Drama                                 | Randy Quaid, Eric Stoltz, Elizabeth Peña, Charles Durning, Frank Buxton, Jill Teed                                        | trad. Colegas de Quarto Um homem hétero 'machão' e um homem gay bem-educado têm que dividir um apartamento                                                             |
| Les Roseaux sauvages                                                                        | André Téchiné                                               | França                               | Drama                                 | Élodie Bouchez, Gaël Morel, Stéphane Rideau, Frédéric Gorny, Michèle Moretti, Jacques Nolot                               | Sobre a transição à vida adulta e o despertar da sexualidade de quatro jovens no final da Guerra da Argélia.                                                           |
| Une Rose Entre Nous                                                                         | François Ozon                                               | França                               | Curta                                 | Rodolphe Lesage, Sasha Hails, Christophe Hemon, Jacques Disses, Francis Arnaud                                            | Uma inglesa excêntrica leva uma jovem cabeileleira para uma louca noite em Paris                                                                                       |
| Roy Cohn/Jack Smith                                                                         | Jill Godmilow                                               | EUA                                  | Drama                                 | Ron Vawter, Coco McPherson                                                                                                | Vawter tem um papel duplo como o intermediário político gay Roy Cohn, e o cineasta gay Jack Smith                                                                      |
| San ge xiang ai de shao nian (三個相愛的少年)                                               | Derek Chiu                                                  | Hong Kong                            | Drama, Comédia                        | Eric Kot, Lau Ching-wan, Dayo Wong, Jacklyn Wu, Charine Chan, Noel Chik                                                   | Também conhecido como Oh! My Three Guys |
| Scorned                                                                                     | Andrew Stevens                                              | EUA                                  | Suspense, Drama                       | Shannon Tweed, Andrew Stevens, Kim Morgan Greene, Daniel McVicar, Michael D. Arenz                                        | trad. Intenções Perigosas |
| Sibak: Midnight Dancers                                                                     | Mel Chionglo                                                | Filipinas                            | Crime, Drama                          | Noni Buencamino, Lawrence David, Gandong Cervantes                                                                        | Primeiro filme da trilogia Chionglo e Ricky Lee sobre as vidas de homens strippers em Manila                                                                           |
| Sissy Boy Slap Party                                                                        | Guy Maddin                                                  | Canadá                               | Curta, Experimental                   | | Filme perdido, recriado por Maddin em 2004 |
| Sis: The Perry Watkins Story                                                                | Chiqui Cartagena                                            | EUA                                  | Documentário, Biográfico              | Perry J. Watkins | Sobre Perry J. Watkins, um homem abertamente gay que foi conscrito para o exército dos EUA e fazia shows drag nas bases militares                                      |
| Sister My Sister                                                                            | Nancy Meckler                                               | Reino Unido                          | Drama                                 | Julie Walters, Joely Richardson, Jodhi May, Sophie Thursfield, Amelda Brown, Lucita Pope, Kate Gartside                   | trad. Entre Elas... Baseado no caso de assassinato Papin |
| Skins                                                                                       | Wings Hauser                                                | EUA                                  | Drama                                 | Wings Hauser, Linda Blair, Cole Hauser, Talbert Morton, Dave Buzzotta, Carmen Zapata, Ernest Harden Jr., Beano            | trad. Skins - Medo e Violência Também conhecido como Gang Boyz Um casal divorciado se reune quando seu filho gay é estruprado por neo-nazistas                         |
| Some Folks Call It a Slingblade                                                             | George Hickenlooper                                         | EUA                                  | Curta                                 | Billy Bob Thornton, Molly Ringwald, J.T. Walsh, Jefferson Mays, Suzanne Cryer                                             | [ 91 ] |
| Sotvoreniye Adama                                                                           | Yuri Pavlov                                                 | Rússia                               | Drama                                 | Saulius Balandis, Sergei Vinogradov, Irina Metlitskaya, Anzhelika Nevolina, Aleksandr Strizhenov                          | [ 92 ] |
| Straight from the Heart                                                                     | Dee Mosbacher, Frances Reid                                 | EUA                                  | Curta, Documentário                   | | Explora relacionamentos entre pais héteros e seus filhos gays |
| Suite 16                                                                                    | Dominique Deruddere                                         | Países Baixos, Bélgica, Reino Unido  | Suspense, Erótico                     | Pete Postlethwaite, Antonie Kamerling, Géraldine Pailhas                                                                  | Um homem paga um gigolô para transar com os inquilinos da suíte 16 enquanto ele observa, mas algo dá errado                                                            |
| The Sum of Us                                                                               | Geoff Burton, Kevin Dowling                                 | Austrália                            | Comédia, Drama                        | Jack Thompson, Russell Crowe, John Polson, Deborah Kennedy, Joss Moroney, Mitch Mathews                                   | trad. Um Caso de Amor Um viúvo e seu filho gay se ajudam em suas respectivas buscas por amor                                                                           |
| Super 81⁄2                                                                                  | Bruce LaBruce                                               | Canadá, Alemanha, EUA                | Drama                                 | Bruce La Bruce, Stacy Friedrich, Mikey Mike, Nicholas Davies, Christeen Martin, Kate Ashley                               | Um diretor de filmes pornô falido começa uma parceria com uma cineasta lésbica                                                                                         |
| Thin Ice                                                                                    | Fiona Cunningham-Reid                                       | Reino Unido                          | Comédia, Romance                      | Charlotte Avery, Sabra Williams, James Dreyfus, Clare Higgins, Ian McKellen                                               | Duas jovens patinadoras competem nos Jogos Gays de Nova Iorque |
| Threesome                                                                                   | Andrew Fleming                                              | EUA                                  | Comédia, Romance, Drama               | Josh Charles, Lara Flynn Boyle, Stephen Baldwin, Robert Arquette, Martha Gehman, Mark Arnold                              | |
| To Die For                                                                                  | Peter Mackenzie Litten                                      | Reino Unido                          | Romance, Drama                        | Thomas Arklie, Ian Williams, Tony Slattery, Dillie Keane, John Altman, Caroline Munro, Ian McKellen                       | trad. Drag Queen - Uma Paixão do Outro Mundo Uma drag queen que morreu por conta da AIDS retorna como um fantasma para ver seu amante, que parece não sentir sua falta |
| Tokyo Cowboy                                                                                | Kathy Garneau                                               | Canadá                               | Comédia, Faroeste, Romance, Drama     | Anna Ferguson, Sharon Heath, Christianne Hirt, Hiromoto Ida, Michael Ironside, Art Kageyama                               | Um japonês que sonha em se tornar um cowboy vai para o Canadá para conhecer sua amiga por correspondência lésbica                                                      |
| Tout droit jusqu'au matin                                                                   | Alain Guiraudie                                             | França                               | Curta                                 | Stephane Valgalier, Christian Ducasse, Jean-Marie Fertey                                                                  | trad. Direto até a Manhã Um sonâmbulo decide pintar a cidade de vermelho e é perseguido por um jovem guarda noturno                                                    |
| Tout le monde est parfait                                                                   | Jean-Jacques Jauffret                                       | França                               | Curta, Drama                          | Corine Blue, Olivier Pajot, Denis D'Arcangelo, Jean-Philippe Maran, Georges Pinto, Zidine Boudaoud                        | trad. Todo Mundo É Perfeito Ao ver seu marido travestido em um programa de televisão, uma mulher decide não deixar ele ver o filho                                     |
| Traps                                                                                       | Pauline Chan                                                | Austrália                            | Suspense, Erótico                     | Saskia Reeves, Robert Reynolds, Sami Frey, Jacqueline McKenzie, Kiet Lam                                                  | Um casal vira hóspede de uma família francesa na Indochina na década de 50                                                                                             |
| Trevor                                                                                      | Peggy Rajski                                                | EUA                                  | Curta, Drama                          | Brett Barsky, Judy Kain, John Lizzi, Jonah Rooney, Stephen Tobolowsky, Cory M. Miller, Allen Dorane                       | A inspiração para a criação do The Trevor Project em 1998, organização sem fins lucrativos que ajuda e prevene o suicídio entre jovens LGBT                            |
| Under Heat                                                                                  | Peter Reed                                                  | EUA                                  | Drama                                 | David Conrad, Mark Dalton, Dion Flynn, Lee Grant                                                                          | Um homem descobre que é soropositivo e volta para casa para informar sua mãe e seu irmão mais velho                                                                    |
| Unschuldsengel                                                                              | Rainer Kaufmann                                             | Alemanha                             | Drama, Suspense, Mistério             | Christian Näthe, Jürgen Vogel, Nicolette Krebitz, Richy Müller, Moritz Bleibtreu, Herbert Knaup                           | Depois de seu pai ser preso pelo assassinato de um prostituto, um adolescente tenta provar a inocência dele                                                            |
| Vibroboy                                                                                    | Jan Kounen                                                  | França                               | Curta, Fantasia, Comédia, Terror      | Dominique Bettenfeld, Valérie Druguet, Michel Vuillermoz, Fabien Béhar Flushman                                           | Uma máscara azteca mágica é levada pra a França por uma travesti e dá poderes fantástico a um acrobata                                                                 |
| World and Time Enough                                                                       | Eric Mueller                                                | EUA                                  | Comédia, Drama                        | Gregory Giles, Matt Guidry, Kraig Swartz                                                                                  | Sobre um estudante de arte soropositivo e um catador de lixo adotado                                                                                                   |
| You Taste American                                                                          | John Greyson                                                | Canadá                               | Curta                                 | | Um encontro fictício entre Tennessee Williams, Michel Foucault, e a polícia                                                                                            |
| Zhuang ban feng liu                                                                         | Clifford Choi                                               | Hong Kong                            | Comédia                               | Francis Ng, Anita Lee, Chan Suk-Yee, Sunny Chan, Pang Hang-Ying, Mikie Ng, Lee Fung                                       | Para criar ciúmes no marido apatético, uma mulher marca uma seção de fotos com um decorador gay                                                                        |